# Fatoş Kabasakal
Fatma „Fatoş“ Kabasakal (* 9. September 1982 in Edirne) ist eine türkische Schauspielerin und Model.

## Leben und Karriere
Kabasakal wurde am 9. September 1982 in Edirne geboren. Im Alter von drei Jahren zog sie mit ihrer Familie nach Istanbul. Ihr Schauspieldebüt gab sie 1998 in der Fernsehserie Ayrı Dünyalar. Anschließend trat sie 2006 in Acemi Cadı auf. Von 2007 bis 2010 spielte sie in der Serie Bez Bebek eine Hauptrolle. 2017 nahm sie an dem Wettbewerb Gardırop Savaşları teil. Am 12. Oktober 2018 heiratete sie den Geschäftsmann Erkan Kayhan. Im selben Jahr wurde Kabasakal für die Serie Alija gecastet.

## Filmografie
Filme
- 2007: Yıldızlar Savaşı

Serien
- 1998: Ayrı Dünyalar
- 2003: Alacakaranlık
- 2005: Misi
- 2005: İki Arada Aşk
- 2006: Acemi Cadı
- 2006: Ah Polis Olsam
- 2007–2010: Bez Bebek
- 2012: Böyle Bitmesin
- 2013: Kahireli Palas
- 2014: Ayışığı
- 2018: Alija

Sendung
- 2017: Gardırop Savaşları